# Daniël Belinfante
Daniël Belinfante (* 6. März 1893 in Amsterdam; † wahrscheinlich am 27. Januar 1945 im KZ Fürstengrube) war ein niederländischer Komponist, Dozent und Direktor eines Musikinstitutes.

## Leben
Daniël Belinfante wurde als drittes von zehn Kindern in die im Musikleben bekannte, portugiesisch-israelitische Familie Belinfante hineingeboren Sein Vater war Aaron Belinfante (* 1868; † 1943), seine Mutter hieß Sara Lisser (* 1868; † 1935).
1912 bezog die Familie Belinfante zusammen mit entfernter Verwandtschaft ein komplettes Haus im südöstlichen Amsterdamer Ortsteil Watergraafsmeer, wo über mehrere Jahre ein dynamisch-lebendiges Familienleben stattfand, zu dessen Erhalt Daniël Belinfante finanziell beitrug.
Seine musikalische Ausbildung und Prägung (Klavier und Komposition) erhielt er durch seinen Großonkel Ary Belinfante (* 1870; † 1924), dessen Institut „Eerste particuliere Muziekschool en Conservatorium“ Daniël Belinfante 1915 übernahm und bis zum Ausbruch des Zweiten Weltkrieges als Direktor und Dozent führte. In jenem Institut arbeiteten zu über sechzig Prozent professionelle Musiker als Dozenten, die hauptberuflich im Amsterdamer Concertgebouw Orchester angestellt waren. Entgegen der allgemein üblichen gesellschaftlich-kulturellen Rolle der Frau zu Beginn des 20. Jahrhunderts arbeiteten auch Frauen in Belinfantes Institut. Eine namhafte Absolventin dieses Konservatoriums ist Frieda Belinfante (* 1904; † 1995), Tochter von Ary Belinfante. Unter den Dozentinnen befand sich mit der Sängerin Martha Belinfante-Dekker (* 1900; † 1989), die Schwester des Schriftstellers Maurits Dekker (* 1896; † 1962), die Daniël Belinfante 1923 ehelichte. Aufgrund gesundheitlicher Beschwerden (asthmatisches Leiden Marthas) lebte das Ehepaar ab 1928 in Blaricum, einem Vorort Amsterdams.
Während der nationalsozialistischen Besetzung der Niederlande im Zweiten Weltkrieg leistete Belinfante zuerst passiven Widerstand: Er verweigerte das Tragen eines Judensterns. Wenig später ging er in den aktiven Widerstand, mietete unter falschem Namen ein als unbewohnbar eingestuftes Etablissement und ermöglichte Verfolgten Unterschlupf, den er einige Monate später selbst benötigte. Er tauchte 1942 unter und lebte in der Illegalität. Während seiner täglichen Transfergänge (mündliche Übermittlung der Radioberichte von „Radio Oranje“ aus London zum Kriegsgeschehen an Verfolgte, die keine Möglichkeit hatten, über den Rundfunk in Kontakt mit der freien, nicht von Deutschland besetzten Außenwelt zu halten), wurde er verhaftet, in die Schouwburg und danach nach Westerbork abtransportiert. Wahrscheinlich am 16. November 1943 ging Belinfante „auf Transport“ nach Auschwitz, nachdem sein „Calmeyer“ abgewiesen worden war. Dort wurde er ins Außenkommando nach Fürstengrube zur Arbeit im Steinbruch eingeteilt und überlebte bis Januar des Jahres 1945. Nach einer Verletzung an den unteren Gliedmaßen wurde er in die Krankenbaracke überstellt. Während die Rote Armee in den ersten Tagen und Wochen des Jahres 1945 vorrückte, wurden die Konzentrationslager evakuiert. Die Todesmärsche der Häftlinge setzten ein, Kranke wurden zurückgelassen, ebenso Belinfante. Durch das Rote Kreuz erhielt seine Frau Martha Belinfante-Dekker im Juli des Jahres 1945 einen Bericht, Daniël Belinfante sei am 27. Januar 1945 ums Leben gekommen. Sie führte das Institut als Direktorin nach Beendigung des Krieges noch einige Jahre weiter, benannte es jedoch um in „Muziekschool Daniël Belinfante“.

## Musikalisches Schaffen und Nachlass
Die nachgelassenen Kompositionen wurden 1955 durch seine Witwe Martha Belinfante-Dekker (1900–1989) dem Nederlands Muziek Instituut in Den Haag übergeben und blieben dort bis 2004 unbeachtet. Seine etwa 90 Kompositionen sind von Ravel, Debussy, Milhaud und Poulenc beeinflusst. Belinfantes kompositorisches Schaffen vollzieht sich bis heute nahezu in Abgeschiedenheit vom Konzertleben. Zu Lebzeiten kaum aufgeführt, war er auch nach Kriegsende übersehen und unbeachtet und wird heute erst im Zuge der jüngsten niederländischen Wiederaufarbeitung einer nahezu in Vergessenheit geratenen Komponistengeneration langsam wiederentdeckt. Der niederländische Pianist Marcel Worms und die argentinische Pianistin Constanza Ibarra Olalla haben einige von Belinfantes Klavierstücken in ihr Repertoire übernommen. Die wissenschaftliche Aufarbeitung des Lebens und Werkes Beinfantes begann Katharina Burges mit ihrer Dissertation „Ästhetik der genuinen Differenz – Der Komponist Daniël Belinfante (1893-1945)“. Ihre Arbeit analysiert u. a. Belinfantes musikalisches Schaffen anhand seiner „3. Sonatine“. So sieht sie das Werk im Vergleich zu denen seiner Zeitgenossen im Wesentlichen dadurch unterschieden, dass es weder einen heroischen, publikumswirksamen, chopin-reminiszierenden Charakter besitze, noch durch flächig-ästhetische Eigenschaften brilliere. Lyrisch große Gesten, eine Schichtungskomponente oder ein spätromantischer Stil seien bei Belinfantes „3. Sonatine“ nicht zu finden. Er sei ein Komponist der kleinen Geste, der Verschachtelung und widme sich ausschließlich der Polytonalität, die bei seinen Zeitgenossen eine untergeordnete Rolle spiele. Belinfante definiere eine von bisherigen Maßstäben abweichende Hierarchisierung musikalischer Elemente und nutze ihre Eigenschaften, wohingegen altbewährte, starke Gestaltungsmittel wie Harmonik, Modulation und im Vorfeld festgelegte Tonarten an den Rand gedrängt würden. In Burges' Interpretation entspräche Belinfantes musikalische Inszenierung der Differenz jener Differenz, die ihn in seinem Leben in Bezug zu seiner Umwelt begleitet hätten.

## Werk
- 5 Solokonzerte
- 1 Orchestersuite
- 3 Streichquartette
- 3 Sonaten für Klavier und Streicher
- 18 Klavierwerke
- 2 Kammermusikwerke für diverse Besetzungen
- 15 Stücke für Gesang und Klavier
- 12 Stücke für Gesang, Chor, Klavier und Orchester[6]